# Jupiter ACE
Jupiter Ace var en brittisk hemdator från Jupiter Cantab som lanserades 1983. Datorn såg ut ungefär som en Sinclair ZX81, men i vitt chassi. Tangentbordet bestod av svarta gummitangenter, som på en Spectrum. Datorn hade svartvit grafik och kunde visa 24 rader med 32 kolumner tecken.
Jupiter ACE riktade sig mycket till programmerare, och maskinen hade som standardprogramspråk Forth, och inte Basic. Forth-dialekten som användes baserade sig på Forth-79. En intressant innovation var att texten i Forth-programmen inte lagrades, utan koden kompilerades direkt och lagrades i körbart format. Ville man redigera i programmet, så dekompilerades koden tillbaka direkt. Detta sparade minnesutrymme och också laddtider för att läsa och skriva programmen till kassettband. 
Jupiter ACE blev aldrig någon större succé. Det är i dag svårt att hitta exemplar av denna dator, och de betingar därför ganska höga priser bland samlare.